# Домашнє господарство

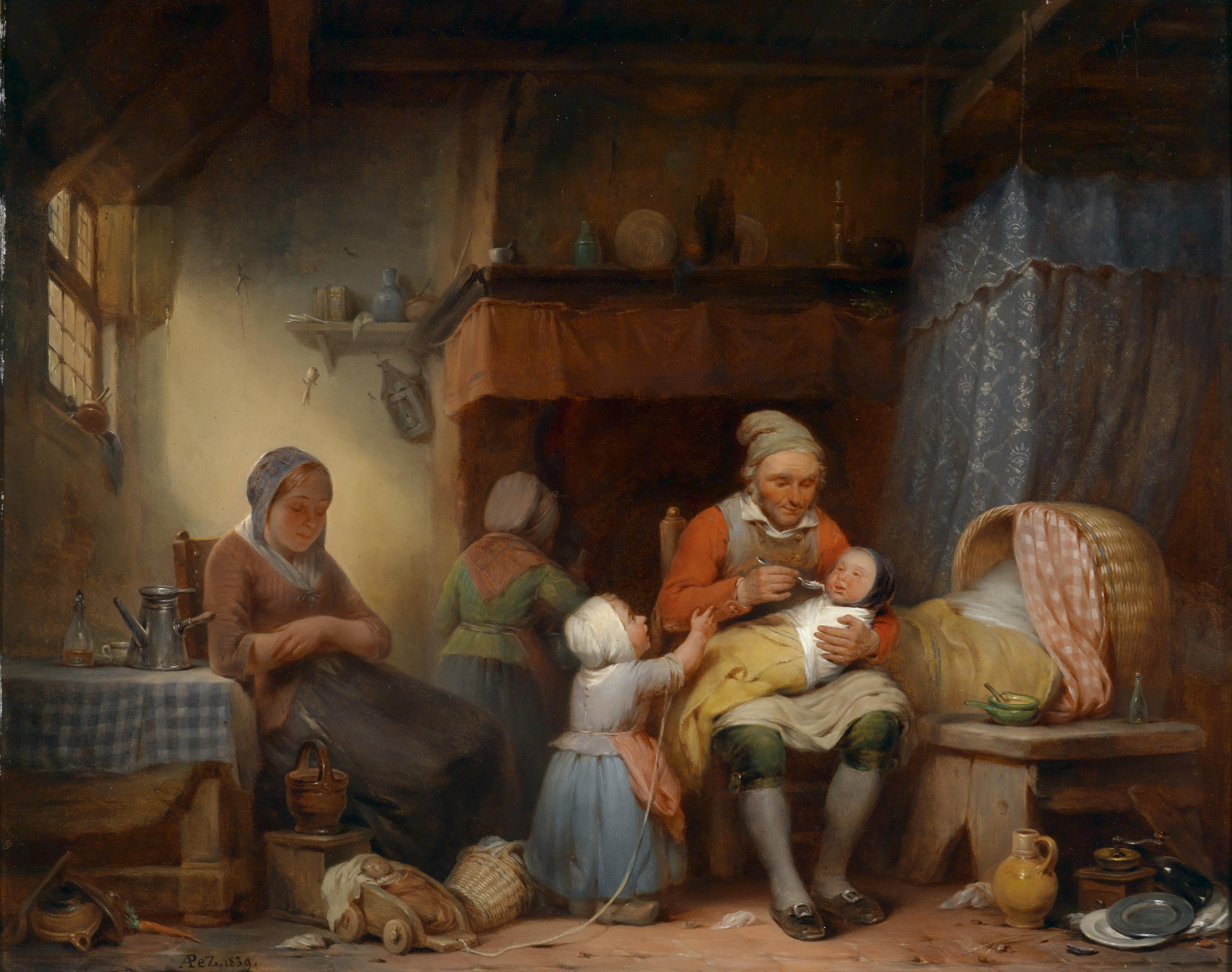
«Familienidylle» (пер. «Сімейна ідилія»), 1839 р.

Домашнє господарство або домогоспода́рство (англ. household) — економічна одиниця, що складається з однієї або кількох осіб, що проживають в одному житлі, ведуть спільне господарство та повністю або частково об'єднують і використовують свої доходи. Це може бути окрема сім'я або інша група осіб. Домогосподарство є основною одиницею аналізу в багатьох соціальних, мікроекономічних та державних моделях, і має важливе значення для економіки та переходу спадку.
Моделі домогосподарств включають сім'ї, зведені сім'ї, співмешкання та пансіонати. У феодальних суспільствах королівські та середньовічні домогосподарства заможних людей включали камердинерів та іншу прислугу. 

## В економічній науці
Домогосподарство (також домашнє господарство) в економічній науці — є категорією, і, одночасно, економічною одиницею, — особа або група осіб, поєднаних з метою забезпечення всім необхідним для життя, тобто об'єднаних спільним веденням господарства. Це основна економічна одиниця, яка спрямована на задоволення загальних та особистих потреб його членів. Це економічна одиниця із соціальними цінностями, яка потребує товарів і послуг. Одним із різновидів домогосподарства є сімейна економіка. Проте, в економічній науці сімейна економіка є синонімічним, тотожним поняттям будь-якій первинній економічній одиниці, яка виконує таку ж низку важливих економічних функцій, які є відображенням сутності такої одиниці, — це, — спільне «господарство»: спільне проживання в одному житловому приміщенні або його частині, забезпечення себе всім необхідним для життя, повністю або частково об'єднуючи та витрачаючи кошти.
Таким чином, це соціально-економічна одиниця, що об'єднує людей у відносинах організації їх спільного побуту. Це сукупність осіб, які спільно проживають в одному житловому приміщенні або його частині, забезпечують себе всім необхідним для життя, ведуть спільне господарство, повністю або частково об'єднують та витрачають кошти. Домогосподарство може складатися з однієї особи, або декількох осіб, що можуть перебувати у споріднених відносинах або відносинах свояцтва, не перебувати у будь-яких з цих відносин або бути й в тих, і в інших відносинах.
Однією з рис категорії, що виділяють домогосподарство, є квартира-домогосподарство — група людей, які проживають в одній квартирі. Іншою з цих рис категорії, що виділяють домогосподарство, є категорія домогосподарств, що здійснюють сільськогосподарську діяльність з метою як самозабезпечення харчовими продуктами, так і виробництва товарної сільськогосподарської продукції. Ще іншим прикладом виділення рис категорії, котра виділяє домогосподарство, є приклад опису поняття колективне домогосподарство — сукупність осіб, не пов'язаних родинними стосунками, але об'єднаних загальним джерелом засобів існування й однорідністю соціальних функцій, які постійно проживають в інституційних установах, призначених для колективного проживання: будинки дитини, дитячі будинки, школи-інтернати для дітей сиріт та дітей, що залишилися без батьківського піклування, будинки-інтернати для громадян похилого віку та інвалідів, монастирі, казарми, установи виконання покарань тощо (тобто, як номен; відносно довільна «етикетка», конвенційно «прикріплена» представниками відповідної галузі знання). До складу інституційного населення не включаються члени домогосподарств обслуговуючого персоналу, які можуть проживати в приміщеннях та на території вищезазначених установ, але належать до індивідуальних домогосподарств.
Наприклад, основний документ перепису населення (лист переписний), який є бланком для запису відповідей на зазначені в ньому запитання програми Перепису населення, і залежно від методу перепису, способу опитування та подальшої розробки матеріалів буває в формі індивідуального листа переписного (для запису відомостей про одну особу), або лист переписний у вигляді брошури, який містить дані про всіх членів домогосподарства, що проживають у житловому приміщенні. Інструктори-контролери (часто це переписні працівники) організовують та контролюють під час перепису (обстеження) населення роботу декількох обліковців перепису, котрі безпосередньо займаються збиранням відомостей про людей чи домогосподарства.
Визначення домогосподарства залежить від конкретних соціально-економічних умов і відрізняється за країнами. Відповідно до рекомендацій статистиків ООН, домогосподарство розглядають переважно як споживчу одиницю, а елементи виробничої діяльності враховуються лише настільки, наскільки вони необхідні для задоволення власних потреб. Поняття домогосподарства часто займає центральне місце в дослідженні соціального й економічного розвитку.
Згідно з визначенням К. Р. Макконнелла і С. Л. Брю, домогосподарство — економічна одиниця, яка складається з однієї або більшої кількості осіб, вона постачає ресурси для економіки й використовує отримані за них гроші на придбання товарів і послуг, які задовольняють матеріальні потреби.
Домогосподарство — це автономний суб'єкт економічної діяльності, пов'язаний з веденням домашнього господарства, і переважно зі споживанням. Поняття домогосподарства охоплює економічні об'єкти та процеси, які відбуваються там, де постійно проживає людина, сім'я, група людей.
У радянській фінансовій науці феномен домогосподарства взагалі не розглядали, зважаючи на економічні та ідеологічні причини. Відсутність глобальних ринкових відносин позбавляла необхідності розглядати домогосподарства як суб'єкти ринкових відносин, а рішення, що приймалися домогосподарством, практично не залежали від економічних параметрів.
Загальномовний тлумачний «Словник української мови» в 11 томах не подав цього слова. Вітчизняна фінансова література дає різноманітні тлумачення домогосподарств.

## Головні риси
Головними рисами домашнього господарства є:
- приватна власність на економічні ресурси (земельні, капітальні, трудові, підприємництво);
- здатність самостійно приймати власні рішення (суверенітет споживача);
- прагнення до максимального задоволення своїх потреб.

Домашні господарства використовують доходи, отримані від продажу своїх ресурсів, для придбання товарів і послуг фірм.

## В мікроекономіці

### Споживач економічних благ
У мікроекономічному аналізі домогосподарство виступає як споживач економічних благ (товарів і послуг). Цей суб'єкт (дійова особа, актор) має у власності економічні ресурси (землю, капітал, працю, підприємництво), які пропонує виробнику економічних благ — фірмі — на відповідних ресурсних ринках. При продажу ресурсів фірмі домогосподарство отримує доходи на ресурси (факторні доходи): ренту, оренду (на землю), процент (на капітал), заробітну плату (на робочу силу), прибуток (на підприємництво). В навчальних курсах мікроекономіки, як правило, розглядають лише два види ресурсів, які домогосподарство пропонує фірмі — капітал (на ринку капіталу) і працю (на ринку праці).
Домогосподарство і фірма — моделі поведінки, ролі у макроекономіці. Одна й та сама людина, працюючи, належить до фірми (виробника), споживаючи — до домогосподарства (споживача).
Зароблені доходи від продажу ресурсів на ресурсних ринках домогосподарство витрачає на ринках благ (споживчому ринку), купуючи блага для задоволення своїх потреб.
Таким чином, на ресурсних ринках (капіталу і праці) домогосподарство виконує роль продавця ресурсів, на ринках благ — покупця благ (товарів і послуг).

### Вибір споживача
Домогосподарство здійснює вибір при купівлі благ (вибір споживача), прагнучи використати обмежений бюджет (бюджетна лінія) для отримання максимальної корисності від придбаних благ (наборів благ). Для опису вибору споживача (домогосподарства) використовуються основні навчальні моделі корисності — модель кардиналістської (кількісної) і ординалістської (порядкової) корисності.
Важливими положеннями при аналізі споживчого вибору є ідеї про взаємозамінні блага (субститути, ефект заміни) та взаємодоповняльні блага (комплементи).
Для аналізу поведінки споживача в мікроекономіці використовуються моделі «дохід-споживання» (залежність між рівнем доходу споживача та обсягом споживання благ, ефект доходу), «ціна-споживання» (залежність між ціною на благо та обсягом споживання блага, основа моделі попиту), криві Енгеля, товари Гіффена та інші.
Розділ мікроекономіки, який вивчає споживчу поведінку домогосподарства має назву теорія споживання (теорія споживчого вибору, теорія вибору споживача).
Досягнутий стан, у якому домогосподарство розподіляє обмежений бюджет для досягнення максимальної корисності (максимально ефективно), має назву «рівновага споживача».
Таким чином метою діяльності домогосподарства в мікроекономіці є максимізація корисності від споживання благ за умови обмеженості бюджету на споживання.

### Суверенітет споживача
Важливою передумовою поведінки домогосподарства для мікроекономіки виступає суверенітет споживача — прийняття рішення про витрачання (розподіл) бюджету на купівлю благ на споживчому ринку і про продаж ресурсів на ресурсних ринках добровільно, самостійно, на власний розсуд, згідно з власними вподобаннями.
Крім того, важливим є те, що домогосподарство в мікроекономіці розглядають як «чорну скриню» — модель, в якій відомі тільки вхід і вихід. При цьому внутрішні процеси прийняття рішень домогосподарством, внутрішньої структури та взаємодії між членами домогосподарства, розглядали в інших суспільнознавчих дисциплінах. Але роботи Гері Бекера, зокрема «Трактат про родину» (A Treatise on the Family, 1981), відкрили цю «чорну скриню» для економічних досліджень.

## В макроекономіці

### Сектор домогосподарств
В макроекономічному аналізі домогосподарство розглядають не окремо, а як сектор домогосподарств — агрегований суб'єкт макроекономіки, який відповідає за споживання. Сектор домогосподарств (домогосподарства, сектор споживання, споживчий сектор) — агрегований суб'єкт макроекономіки, який складається з усіх наявних домогосподарств в економіці.
Аналогічно до домогосподарства в мікроекономіці, сектор домогосподарств є споживачем економічних благ (товарів і послуг), купуючи їх на споживчому ринку (ринку благ) у сектора фірм, й постачальником ресурсів на ресурсні ринки (землі, капіталу, праці).
Якщо в мікроекономіці метою діяльності домогосподарства є максимізація корисності, яка досягається вибором варіантів найкращого (найкориснішого) розподілу обмеженого бюджету (обмежених доходів), то в макроекономічному аналізі метою діяльності сектору домогосподарств є максимізація споживання, яка проявляється як збільшення споживчих витрат і збільшення факторних доходів (національного доходу).
Розгляд вибору споживача неможливий, оскільки розглядають не окремі споживчі вибори, а агрегований (сукупний) вибір, який опосередковується через споживчі витрати сектору домогосподарств і національний дохід за певний період. Також при в макроекономічному аналізі відсутні ефект доходу і ефект заміни, які розглядають на мікрорівні дослідження.
Тобто сектор домогосподарств, як агрегований суб'єкт, купує агреговане благо або макротовар (ВВП) на агрегованому споживчому ринку в агрегованого виробника (сектора фірм), і продає агреговані ресурси (землю, капітал, працю, підприємництво) сектору фірм.

### Факторні доходи та національний дохід
Отже, сектор домогосподарств заробляє факторні доходи на ресурсних ринках відповідно до видів ресурсів — оренди землі, проценту на капітал, заробітної плати на працю, прибутку на підприємництво. Сукупність факторних доходів сектору домогосподарств розглядають як національний дохід (один з показників Системи національних рахунків — міжнародної системи макроекономічного обліку).
Національний дохід складає більшу частину ВВП при його розрахунку за доходами (див. методи розрахунку ВВП).
Зароблений національний дохід витрачається на ринку благ (споживчому ринку) — сектор домогосподарств купує товари та послуги у сектора фірм для задоволення власних потреб, здійснюючи споживчі витрати.

### Види діяльності домогосподарств
Домашні господарства здійснюють такі види економічної діяльності й виконують відповідні ролі:
1. пропонують і продають ресурси (фактори виробництва) на ринку ресурсів — продавець ресурсів;
2. споживають частину заробленого національного доходу, купуючи блага на споживчому ринку (ринку благ) — покупець благ;
3. заощаджують частину національного доходу (відкладене споживання, споживання майбутніх періодів, фонд накопичення) — заощаджувач;
4. примусово віддають частину заробленого національного доходу у вигляді податків державного сектора (до державного бюджету) — платник податків;
5. пред'являють попит і купують блага іноземного виробництва у закордонного сектора — споживач закордонних благ.

### Грошові потоки сектору домогосподарств
Відповідно до цих видів діяльності та ролей, сектор домогосподарств в моделі кругових потоків пов'язаний з ринками та іншими суб'єктами такими грошовими потоками:
Вхідний грошовий потік:
1. національний дохід з ринку ресурсів;

Вихідні грошові потоки:
1. споживчі витрати на споживчому ринку;
2. заощадження на фінансових ринках;
3. чисті податки до державного сектора;
4. платежі за імпортні блага до закордонного сектора.

### Домогосподарства в моделі економічного кругообігу
Споживчі витрати домогосподарств на ринку благ — частина сукупного попиту (агрегованого попиту) і є значною частиною ВВП, підрахованого за витратами макроекономічних агентів (суб'єктів) (див. методи розрахунку ВВП). Крім споживчих витрат домогосподарств, розглядають ще три компоненти сукупного попиту (відповідно для кожного з трьох інших суб'єктів макроекономіки): інвестиційні витрати (сектор фірм), державні витрати (державний сектор) і чистий експорт (як витрати закордонного сектора на наше виробництво (можуть бути від'ємними або позитивними).
Сектор домогосподарств — один з чотирьох макроекономічних суб'єктів. Крім нього до суб'єктів макроекономіки відносяться сектор фірм (виробничий сектор), державний сектор, закордонний сектор. У деяких макроекономічних моделях як п'ятий суб'єкт розглядають фінансові ринки.
Модель, яка показує участь сектору домогосподарств в макроекономічному обігу має назву модель кругових потоків (модель економічного колообігу).

## Основні функції
Домашні господарства виконують три групи функцій:
1. Особисте кінцеве споживання товарів і послуг або ринкового походження (придбаних у фірм на ринку благ), або власного виробництва.
2. Заощадження і участь у нагромадженні капіталу такими шляхами:
  - відкриття депозитів у кредитних установах;
  - купівля акцій підприємств;
  - надання позик, зокрема, з використанням боргових документів, наприклад, облігацій.
3. Надання факторів виробництва (продаж економічних ресурсів, якими вони володіють, на ресурсних ринках) — капіталу, найманої праці, землі й природних ресурсів, підприємницьких здібностей.

## Склад домогосподарств
Склад домогосподарства варіюється від однієї особи до чотирьох і більше.
В Україні середній розмір домогосподарства становить приблизно 2,59 особи. Серед домогосподарств превалюють ті, які не мають дітей. Разом з тим, серед домогосподарств із дітьми переважають ті, які мають одну дитину. Частка таких серед домогосподарств із дітьми має тенденцію до зростання. Серед домогосподарств із двома та більше дітьми більшість має двох дітей, але їх частка має тенденцію до зменшення.

## Домогосподарство і родина
Важливо розрізняти поняття «домогосподарство» і «родина» («сім'я») попри те, що їхні найхарактерніші ознаки збігаються.
Ключові розбіжності:
- одна людина може бути домогосподарством, але не може бути родиною;
- домогосподарство може складатися з людей, які не пов'язані родинними відносинами.

Також слід розрізняти діяльність домогосподарства, як ширше поняття, і домоведення (хатнє господарювання, хазяйнування) — домашню економіку.
Домоведення (домашня економіка) охоплює господарську діяльність всередині домівки силами членів домогосподарства:
- підтримання у нормальному стані домівки та прибудинкової території;
- приготування їжі;
- догляд за дітьми й непрацездатними членами домогосподарства;
- інша подібна діяльність.

Діяльність домогосподарства передбачає як домоведення, так й зовнішню взаємодію членів домогосподарства із зовнішніми суб'єктами в інтересах домогосподарства.
Зовнішня економічна взаємодія домогосподарства включає два основних види:
- взаємодія на ресурсних ринках (землі, праці, капіталу) у зв'язку із продажем ресурсів домогосподарств (переважно, робочої сили);
- взаємодія на ринку благ (ринку товарів і послуг) у зв'язку із купівлею товарів і послуг для задоволення потреб домогосподарств.

## Індивідуальне підприємництво
На практиці виробничо-комерційної діяльності склалося така підприємницька форма, як індивідуальне підприємництво.
Індивідуальне підприємництво — засноване на індивідуальній або сімейній власності підприємця. Відмінності між капіталом і особистим майном підприємця не проводяться. Майнова відповідальність розповсюджується на все майно підприємця незалежно від його включеності в капітал. В Україні виділяють дві форми індивідуального підприємництва:
- Індивідуальна трудова діяльність. У такому випадку підприємництво засноване виключно на власній праці підприємця і членів його сім'ї. Юридично використовується організаційно-правова форма фізична особа-підприємець.
- Індивідуальне (сімейне) приватне підприємство. Тут використовують працю найнятих робітників. Підприємство обов'язково реєструється і несе відповідальність, обмежену майном підприємства, а не повну відповідальність всім майном як при індивідуальній трудовій діяльності.

## Економічні дослідження домогосподарств
Перші економічні дослідження домогосподарств проводив англійський економіст XVIII—XIX ст. Томас Мальтус.
Одним з основоположників сучасних досліджень економіки домогосподарств став американський економіст Гері Бекер (1930—2014), лауреат Нобелівської премії у сфері економічних наук 1992 р. «за розповсюдження сфери мікроекономічного аналізу на цілий ряд аспектів людської поведінки і взаємодії, включаючи неринкову поведінку». Г. Бекер започаткував унітарний підхід до вивчення поведінки домогосподарства. Згідно з цим підходом домогосподарство діє як єдиний механізм, яким керує один лідер і єдина функція корисності визначає поведінку колективу людей, об'єднаних у домогосподарство. Рішення в домогосподарстві приймаються спільно, через що воно максимізує єдиний набір цілей для всіх його учасників.

## Статистика домогосподарств в Україні
Згідно з постановою Кабінету Міністрів України від 2 листопада 1998 року № 1725 «Про проведення обстеження умов життя у домогосподарствах» Держкомстатом з 1 січня 1999 року запроваджено вибіркове обстеження умов життя домогосподарств, яке здійснюється на постійній основі й відповідає міжнародним стандартам.